# Король Лев (мультфильм, 2019)
«Король Лев» (англ. The Lion King) — американский компьютерно-анимационный музыкальный драматический фильм 2019 года, режиссёра и продюсера Джона Фавро и сценариста Джеффа Натансона, снятый студиями Walt Disney Pictures и Fairview Entertainment. Это фотореалистичный компьютерно-анимационный ремейк одноимённого рисованного мультфильма 1994 года. Главные роли озвучивали Дональд Гловер, Сет Роген, Чиветел Эджиофор, Элфри Вудард, Билли Айкнер, Джон Кани, Джон Оливер, Флоренс Касумба, Эрик Андре, Киган-Майкл Кей, Дж. Д. Маккрэри, Шахади Райт Джозеф и Бейонсе Ноулз-Картер, а также Джеймс Эрл Джонс, повторивший свою роль. Фильм рассказывает о Симбе, молодом льве, который должен принять свою роль законного короля своей родины после убийства своего отца, Муфасы, от рук своего дяди Шрама.
Планы на ремейк «Короля Льва» были подтверждены в сентябре 2016 года, а Фавро стал режиссёром после кассовых успехов ремейков Disney, таких как «Книга джунглей» (2016), режиссёром которого также был Фавро. Disney наняла Натансона для написания сценария в октябре 2016 года. Фавро был вдохновлён определёнными ролями персонажей в бродвейском мюзикле и развивал историю на элементах сюжета оригинального мультфильма. Большая часть актёрского состава подписала контракт в начале 2017 года, съёмки начались в середине 2017 года на фоне синего экрана в Лос-Анджелесе. «Инструменты виртуальной реальности», использовавшиеся при съёмке «Книги джунглей», во время съёмок ремейка «Короля Льва» использовались в большей степени. Композиторы Ханс Циммер, Элтон Джон и автор текстов песен Тим Райс, ранее работавшие над саундтреком к оригиналу, вернулись, чтобы сочинить музыку вместе с Ноулз-Картер, которая помогла Джону в переработке саундтрека и написала новую песню для фильма под названием «Spirit», которую она также исполнила. Фильм является последней работой монтажёра Марка Ливолси и посвящён его памяти. С предполагаемым бюджетом около 260 миллионов долларов, «Король Лев» является одним из самых дорогих фильмов.
Премьера состоялась 9 июля 2019 года в Голливуде. Фильм получил смешанные отзывы: эксперты высоко оценили визуальные эффекты, музыкальное сопровождение и игру актёров озвучания (особенно, Айкнера и Рогена), но раскритиковали картину за излишнее, местами покадровое, копирование оригинального мультфильма, отсутствие «души» и «плоские» эмоции персонажей. Тем не менее, он заработал более 1,6 миллиарда долларов по всему миру и побил несколько кассовых рекордов, включая становление самым кассовым анимационным фильмом всех времён с августа 2019 года по сентябрь 2024 года. Он также стал седьмым кассовым фильмом всех времён и вторым кассовым фильмом 2019 года. Фильм получил номинации за лучший анимационный полнометражный фильм и оригинальную песню на 77-й церемонии вручения премии «Золотой глобус» и 25-й премии «Выбор критиков». Он также был номинирован на 73-ю премию «BAFTA» и 92-ю премию «Оскар» за визуальные эффекты. Приквел и одновременное продолжение под названием «Муфаса: Король Лев» режиссёра Барри Дженкинса вышло 20 декабря 2024 года.

## Сюжет
Над саванной встаёт солнце, и звери идут к Скале Предков, чтобы посмотреть на новорождённого наследника. Лев и король саванны Муфаса стоит на Скале Предков. Сквозь толпу животных проходит мандрил Рафики — шаман и друг королевской семьи. Он взбирается на Скалу Предков и приветствует Муфасу, кладя свою ладонь на лоб короля. После этого Рафики и Муфаса идут к жене короля Сараби, которая держит в лапах новорождённого сына Симбу. Шаман разрывает напополам заранее принесённые с собой травы и мажет получившейся пылью лоб Симбы, после чего берёт львёнка на руки и показывает его всем обитателям саванны, которые приветствуют своего будущего короля и склоняют головы пред ним.
В следующем эпизоде мышка забегает в пещеру, где её ловит лев Шрам — младший брат Муфасы. В пещеру ко льву залетает птица Зазу — мажордом королевской семьи, из-за чего Шрам упускает свою добычу, не успев съесть. В ответ на недовольное восклицание льва Зазу говорит, что Муфаса идёт сюда, и что Шраму придётся готовить оправдание, почему тот отсутствовал на церемонии представления Симбы. Шрам кидается на Зазу, но внезапно появившийся Муфаса приказывает ему остановиться. Король спрашивает брата, почему тот не явился на церемонию, на что Шрам отвечает, что совершенно про неё забыл, после чего поворачивается к Муфасе спиной. Король рычит на брата, спрашивая, является ли это вызовом, но Шрам говорит Муфасе, что никогда не подумал бы бросить ему вызов, говоря, что ему досталась львиная доля ума, а вот по части грубой силы его старший брат будет править всегда, после чего уходит. Вечером Рафики рисует изображение Симбы на стене своего жилища.
Симба просыпается и будит Муфасу, напоминая про утренний обход территории. Король ведёт сына на вершину Скалы Предков и показывает ему всё королевство. На вопрос Симбы, что находится за тёмными скалами, Муфаса отвечает, что туда ходить нельзя. Муфаса и Симба совершают утренний обход территории, во время которого Муфаса рассказывает сыну о том, что король должен уважать всех живых существ, которые взаимосвязаны в «Великом Круге Жизни». Они встречают Зазу, который как всегда прилетел с утренним докладом. Симба хочет поохотиться на Зазу, и Муфаса показывает сыну, как правильно охотиться. Симба нападает на Зазу и валит его на землю. Муфаса доволен «охотой» Симбы, но тут Зазу говорит, что на землях прайда появились гиены. Муфаса спрашивает, где Сараби, на что Зазу отвечает, что она уже собрала охотничий отряд. Симба хочет прогнать гиен вместе с отцом, но тот говорит ему, чтобы он поиграл с другими львятами.
Симба не хочет играть с другими львятами. Он пытается поймать жука, погоня приводит Симбу в логово его дяди Шрама. Тот намеренно пробалтывается львёнку про Слоновье кладбище за тёмными скалами.
Симба приглашает Налу совершить поход на Слоновье кладбище. Сараби ставит условие, что львят будет сопровождать Зазу. Львята протестуют, но Сараби говорит, что без Зазу они никуда не пойдут.
В пути Зазу говорит Симбе и Нале, что те поженятся, когда вырастут, но львята этому не верят. Симба и Нала всё же избавляются от Зазу и попадают на Слоновье кладбище. Прилетевший Зазу говорит львятам, чтобы те возвращались, поскольку тут слишком опасно. Появившиеся гиены во главе с Шензи отрезают львятам и Зазу путь к спасению, настигнув их. Симба рычит на гиен, но те потешаются над ним. Симба неожиданно издаёт могучий рык, но оказывается, что рык издал Муфаса. Он прогоняет гиен и отводит львят домой, после чего просит Зазу отвести Налу к Скале Предков, потому что королю нужно поговорить с Симбой наедине. Муфаса упрекает сына в нарушении запрета, а Симба говорит, что пытался стать таким же храбрым, как и он. Муфаса говорит, что бывает храбрым лишь когда это нужно и добавляет, что сегодня он по-настоящему испугался, потому что боялся потерять Симбу. Король рассказывает сыну о Великих Королях Прошлого, что наблюдают за всеми со звёзд.
Шрам приходит на Слоновье кладбище и упрекает гиен в том, что они не смогли расправиться со львятами, хотя легко могли бы это сделать. Затем они обсуждают план убийства Муфасы и Симбы.
Шрам ведёт Симбу в ущелье, чтобы научить его рычать. Он оставляет там львёнка и даёт сигнал гиенам, и те нападают на стадо антилоп гну, пасущихся в ущелье. Шрам сообщает Муфасе, что стадо антилоп помчалось в ущелье, где находится Симба, и король спешит на помощь. Муфаса расшвыривает антилоп и забрасывает Симбу на выступ скалы, но сам срывается вниз и карабкается по скале, где его ожидает Шрам. Муфаса просит брата о помощи, но Шрам со словами «Король умер! Да здравствует король!» сбрасывает Муфасу со скалы под копыта стада. После того, как стадо пробежало, Симба спускается в ущелье и видит безжизненное тело Муфасы. Львёнок пытается разбудить отца, и поняв что тот погиб, плачет над его телом. Шрам внушает львёнку, что Симба виновен в смерти отца. Шрам приказывает растерянному племяннику бежать из земель прайда и не возвращаться. Вдогонку за Симбой Шрам посылает гиен, приказывая им убить племянника. Симбе удаётся убежать от них.
Шрам объявляет всему прайду о смерти Муфасы и Симбы и восходит на трон. Рафики, наблюдающий за этой сценой, очень расстроен. Шаман возвращается к себе в жилище и размазывает изображение Симбы, которое когда-то и нарисовал.
Симба идёт через пустыню. Львёнок падает без сил под палящим солнцем, к нему слетаются стервятники, решившие, что он мёртв. Стервятников прогоняют два друга — сурикат Тимон и бородавочник Пумба, и берут Симбу с собой. Они отводят его в плодородную местность, и показывают как можно питаться насекомыми.
Проходит время, и Симба вырастает во взрослого льва. Вместе со своими новыми друзьями — Тимоном и Пумбой — Симба живёт по принципу «хакуна матата» (что означает «жизнь без забот»).
В землях прайда наступает засуха и почти не остается еды. Нала хочет пойти за помощью, но её отговаривают от этого. Шензи говорит Сараби, что её ожидает Шрам. Король говорит Сараби, что хочет сделать львицу своей королевой. После отказа Сараби Шрам заявляет, что отныне львы будут есть после гиен, ибо они ненасытны. Ночью Нала уходит на поиски помощи. Зазу отвлекает Шрама.
Симба, Тимон и Пумба глядят на звёзды. Тимон думает, что звёзды — это светлячки, прилипшие к небу, Пумба считает, что звёзды — это раскалённые газовые шары, которые находятся очень далеко, а Симба рассказывает друзьям про Великих Королей Прошлого. Тимон и Пумба смеются над рассказом друга, поскольку не верят, что на них смотрят «коронованные мертвецы». Этим они обижают Симбу, который уходит в укромное место подумать. Ветер подхватывает пучок его гривы и уносит к землям прайда, где его ловит Рафики и понимает, что Симба жив. Радостный шаман пририсовывает стёртому изображению Симбы гриву и отправляется в путь, чтобы найти юного льва.
На следующий день Тимон и Пумба гуляют по джунглям и поют песню. Позже к ним присоединяются другие животные. Нала нападает на Пумбу, на помощь приходит Симба, Нала опрокидывает его на землю, но узнаёт в нём старого друга. После проведённого романтического вечера, Нала рассказывает что творится в землях прайда, Симба отказывается возвращаться, так как считает, что виновен в смерти Муфасы, из-за чего они ссорятся.
Рафики приходит к Симбе. Он говорит, что знал Муфасу. Шаман отводит Симбу к озеру и просит юного льва заглянуть в него. Симба говорит, что видит лишь своё отражение, на что Рафики просит юного льва заглянуть в озеро ещё раз. Симба снова заглядывает в озеро, но на этот раз видит отражение Муфасы. Дух Муфасы напоминает сыну про его истинное предназначение. Симба решает вернуться в земли прайда и стать королём.
Симба и Нала возвращаются обратно в Земли прайда, а за ними увязываются Тимон и Пумба. Львы отвлекают дозорных гиен с помощью Тимона и Пумбы и проходят к Скале Предков.
Шрам снова предлагает Сараби стать его королевой. Сараби снова отказывается, Шрам за это чуть не убивает её. Рассерженный Симба требует от Шрама не трогать Сараби. Симба предлагает Шраму отказаться от трона, на что король говорит, что гиены считают королём именно его, Шрама. Львицы во главе с Налой возражают, говоря, что истинный король — Симба, и угрожают Шраму, что если он вздумает убить Симбу, будет иметь дело со всем прайдом. Симба предлагает Шраму выбор: уйти или сражаться. Шрам, желая избежать кровопролития, убеждает племянника признаться в своей вине в смерти Муфасы. Никто не может в это поверить.
Шрам оттесняет Симбу к краю Скалы Предков. Симба срывается, но успевает уцепиться за край скалы. Шрам говорит, что это очень знакомая картина и добавляет, что именно так перед смертью выглядел Муфаса. Шрам добавляет, что помнит последний взгляд брата — тогда в глазах Муфасы было столько же страха, сколько в глазах Симбы сейчас. Король собирается сбросить его с обрыва и шепчет ему на ухо, что это он, Шрам, убил Муфасу. Симбу одолевают воспоминания про смерть Муфасы. Разъярённый лев кусает Шрама за гриву и, взобравшись на Скалу Предков, открыто обвиняет его в убийстве своего старшего брата и убеждает злодея признаться в этом пред всем прайдом, но Шрам отпирается, обвиняя Симбу во лжи. Сараби спрашивает, как же мог Шрам увидеть последний взгляд Муфасы, если сам говорил, что не застал его живым. Симба объявляет Шрама убийцей, а злодей приказывает гиенам убить Симбу. Львы по команде Налы вступают в бой с гиенами, начинается жестокая битва в которой принимают участие Рафики, Тимон, Пумба и Зазу.
Гиены терпят сокрушительное поражение, Симба находит и догоняет Шрама и говорит, что тот недостоин жить за все совершённые им преступления. Шрам говорит, что всё это подстроили гиены, и спрашивает племянника, неужели тот настолько бессердечен, чтобы убить своего родного дядю. Симба говорит Шраму, что он не такой, как он и предлагает королю сдаться. Шрам, признавший племянника воплощением благородства, говорит, что исполнит любое желание Симбы, чтобы искупить свою вину и доказать своё достоинство. Симба просит Шрама бежать из земель прайда и не возвращаться. Король поворачивается к племяннику спиной, притворяясь, что выполняет приказ и внезапно бросает Симбе в глаза горящие угли. Львы сходятся в яростной схватке и Симба одерживает безоговорочную победу, сбросив дядю со скалы. Гиены окружают Шрама и обвиняют его в предательстве. Шрам отвечает что втирался к Симбе в доверие и обещает вернуть власть гиенам, но те набрасываются на него и убивают (Шрам всего лишь раз сказал правду о гиенах — они действительно ненасытны).
После триумфальной победы все приветствуют Симбу как нового и уже истинного короля. Юный лев восходит на вершину Скалы Предков и рычит, объявляя себя новым королём и о том, что справедливость восторжествовала. Проходит некоторое время, земли прайда вновь расцветают, а у короля Симбы и королевы Налы рождается дочка Киара; посмотреть на неё приходят все жители саванны. Круг Жизни продолжается.

## Роли озвучивали
- Дональд Гловер — Симба:
Лев, наследный принц Земель Прайда. Гловер сказал, что фильм будет больше сосредоточен на взрослении Симбы, чем оригинальный фильм, заявив, что «[Фавро] очень хотел убедиться, что мы видели переход [Симбы] от мальчика к человеку и как трудно это может быть, когда была глубокая травма»[7].
  - Дж. Д. Маккрэри — маленький Симба.
- Сет Роген — Пумба:
Медленный бородавочник, который дружит с Симбой после того, как он убегает из дома. Роген сказал: «[как] актёр, я […] не думаю, что я подхожу для каждой роли — есть много ролей, для которых я не думаю, что я подхожу даже в фильмах, которые я снимаю — но Пумба был той, которую я знал, что смогу сделать хорошо»[8]. Фавро призвал Рогена и Билли Эйхнера Тимона, которые вместе делали свои голосовые записи, много импровизировать[9]. Кастинг Рогена также ознаменовал бы первый раз, когда Пумбу не играл Эрни Сабелла, который повторил роль для каждого проекта Disney, в котором участвовал персонаж до этого момента.
- Чиветел Эджиофор — Шрам:
Вероломный брат Муфасы, шурин Сараби и дядя Симбы, который стремится стать королём Земель Прайда. Эджиофор описал Шрама как более «психологически одержимого» и «жестокого», чем в оригинальном фильме[8]. Эджиофор сказал, что «особенно со Шрамом, будь то вокальное качество, которое обеспечивает определённую уверенность или определённую агрессию, всегда знать, что в конце вы играете кого-то, кто способен перевернуть всё на голову за доли секунды с возмутительными актами насилия — это может полностью изменить температуру сцены»[8]. Эджиофор также сказал, что «отношения [Шрама и Муфасы] полностью разрушены и жестоки из-за мышления Шрама. Он одержим этой болезнью своего эго и своих желаний»[7]. Фавро сказал о кастинге Эджиофора: «[Он] просто фантастический актёр, который привносит нам немного среднеатлантической каденции и новый взор на персонажа. Он вызывает это чувство шекспировского злодея из-за его происхождения в качестве актёра. Прекрасно, когда у вас есть кто-то такой же опытный, как Чиветел; он просто вдыхает такую замечательную жизнь в этого персонажа»[1].
- Элфри Вудард — Сараби:
Королева Земель Прайда, жена Муфасы и мать Симбы.
- Билли Айкнер — Тимон:
Мудрый сурикат, который дружит с Симбой после того, как он убегает из дома. Айкнер описал Тимона как «физически самого маленького персонажа, но у него одна из самых больших личностей, и мне нравится сочетание этих двух вещей. Я вроде как играл Тимона, как я делал со многими своими персонажами, [предпонятие о том, что] он может быть маленьким по росту, но у него огромное чувство права, которое всегда смешно играть», и что «когда Тимон говорит и когда он цитирует «не цитирует «быть смешным», он очень громкий и шумный, но [его] пение допускает эту уязвимую сторону, немного более мягкую сторону, особенно в «Can You Feel the Love Tonight» и других моментах»[9]. Айкнер также говорил о том, что «то, что некоторые могут считать гомосексуальной чувствительностью», которую он принёс на стол, когда озвучил Тимона[10].
- Джон Кани — Рафики:
Мудрый мандрил, шаман Земель Прайда и близкий друг Муфасы[11]. Сравнив свою роль с ролью дедушки, Кани сказал: «Рафики напоминает всем нам об этом особом мудром родственнике. Его мудрость, юмор и преданность династии Муфасы — это то, что согревает наши сердца по отношению к нему. [Он] всегда счастлив и мудрые шутки как уроки жизни и выживания»[1].
- Джон Оливер — Зазу:
Птица-носорог, который является мажордомом для Короля Земель Прайда. Говоря о своей роли, Оливер сказал: «Я думаю, что Зазу в основном птица, которая любит структуру. Он просто хочет, чтобы всё было так, как должно быть. Я думаю, что там есть британские эхо, потому что мы, как правило, отдаём предпочтение структуре вместо эмоциональной реакции на что-либо»[1].
- Бейонсе Ноулз-Картер — Нала:
Лучшая подруга детства Симбы и будущая возлюбленная. По словам Фавро, персонаж играет большую роль, чем в оригинальном фильме[12]. Фавро чувствовал, что «часть [Бейонсе присоединяется к фильму] заключается в том, что у неё есть маленькие дети, отчасти это то, что это история, которая хороша для этого этапа её жизни и карьеры, и ей очень нравится оригинал. И, конечно, есть эти замечательные музыкальные номера, с которыми она может быть связана, и Боже мой… она действительно оправдывает свою репутацию в том, что касается красоты своего голоса и таланта»[8][13].
  - Шахади Райт Джозеф — маленькая Нала. Джозеф повторяет свою роль из мюзикла[14] Джозеф решила поработать над фильмом, потому что «Нала вдохновляет маленьких девочек […] Она отличный пример для подражания»[8].
- Джеймс Эрл Джонс — Муфаса:
Король Земель Прайда, муж Сараби и отец Симбы. Джонс повторяет свою роль из оригинального мультфильма. По словам Фавро, реплики Джонса остаются в основном такими же, как в оригинальном фильме[8]. Эджиофор сказал, что «утешение [Джонса, повторяющего свою роль], будет очень полезным, если снова взять [аудиторию] в это путешествие. Это качество вокала, которое бывает раз в поколение»[8][15]. Фавро видел возвращение Джонса как «несущее наследие по всему» оригинальному фильму и ремейку, и чувствовал, что изменение тональности его голоса по сравнению с оригинальным фильмом «хорошо послужило роли, потому что он звучит как король, который правил в течение длительного времени»[16].
- Флоренс Касумба, Киган-Майкл Кей и Эрик Андре озвучили гиен: Шензи — матриарха клана пятнистых гиен, и её двух помощников, которые объединяют усилия со Шрамом, чтобы убить Муфасу, соответственно. В то время как Шензи — персонаж, который был показан в оригинальном мультфильме, Камари и Азизи — соответствующие имена новых персонажей, свободно основанные на Банзае и Эде из оригинального фильма. Характеристики гиен были сильно изменены по сравнению с оригинальным фильмом, так как Фавро чувствовал, что они «должны сильно измениться», чтобы соответствовать реалистичному стилю ремейка, заявив, что «[многие] вещей вокруг них [в оригинальном фильме] были очень стилизованы»[17]. Касумба уточнила, заявив, что «эти гиены были смешными. Эти гиены опасны»[1]. Касумба также озвучила Шензи в немецком дубляже[18].

Кроме того, Пенни Джонсон Джеральд озвучила Сарафину, мать Налы. Эми Седарис, Chance the Rapper, Джош Маккрери и Фил Ламарр озвучили цесарку, галаго, прыгунчика и топи (ошибочно названного импалой), соответственно, соседей Тимона и Пумбы в оазисе. Джей Ли озвучил гиену, который гнался за Тимоном и Пумбой.

## Производство

### Разработка
28 сентября 2016 года Walt Disney Pictures подтвердил, что Джон Фавро займётся режиссурой ремейка мультфильма «Король Лев», в котором будут представлены песни из мультфильма 1994 года. Позднее, 13 октября 2016 года сообщили, что Disney нанял Джеффа Натансона, чтобы написать сценарий к фильму. В ноябре 2016 года, во время разговора с ComingSoon.net, Фавро рассказал о технологии виртуальной реальности, которую он использовал в «Книге джунглей», он сообщил, что будет использовать эту технологию гораздо больше в «Короле Льве». В прессе фильм ошибочно называли «игровым» (live-action), однако на самом деле он полностью снят при помощи реалистичной компьютерной графики в виртуальной реальности и не содержит «живых» актёров и сцен.

### Подбор актёров
В феврале 2017 года Дональд Гловер и Джеймс Эрл Джонс присоединились к ролям Симбы и Муфасы. Джонс также озвучивал Муфасу в оригинальном мультфильме. Борцы WWE Биг И, Кофи Кингстон и Ксавье Вудс из The New Day заявили о своей заинтересованности предоставить свои голоса в фильме. В марте 2017 года было объявлено, что Бейонсе была лучшим выбором Фавро для роли Налы и что режиссёр и студия будут готовы сделать всё, что нужно, чтобы соответствовать её напряжённому графику.
В апреле 2017 года Биллу Айкнеру и Сету Рогену досталась роль Тимона и Пумбы соответственно. В июле того же года Джону Оливеру досталась роли Зазу. В августе было объявлено, что Элфри Вудард и Джон Кани сыграют Сараби и Рафики, соответственно.

### Съёмки
Производство фильма началось летом 2017 года на фоне синего экрана в Лос-Анджелесе, штат Калифорния.
Тизер-трейлер «Короля Льва» установил рекорд по просмотрам за сутки среди роликов фильмов Disney. За 24 часа трейлер набрал 224,6 миллиона просмотров и стал вторым по популярности тизером.

## Музыка
Ханс Циммер, композитор оригинального мультфильма, вернулся для написания и обновления музыкального сопровождения. Элтон Джон также вернулся, чтобы переработать свои композиции из мультфильма, затем к нему присоединилась Бейонсе. Элтон, Тим Райс и Бейонсе создали для фильма новую песню, названную «Spirit» («Душа») и исполненную самой Бейонсе; песня была выпущена синглом с саундтрека 9 июля 2019 года. Но отношения между Джоном и Бейонсе не увенчались успехом, потому что их ранее не выпущенная не вошла в саундтрек. Песню написали Бейонсе, Тимоти Маккензи и Илья Салманзаде. Джон и Райс написали новую песню для заключительных титров фильма; песня получила название «Never Too Late» и записана Джоном. Саундтрек фильма включает все песни из оригинального мультфильма, кавер-версию «Лев сегодня спит» и композицию «He Lives in You» («Он живёт в тебе»). Официальный саундтрек фильма с композициями Циммера и песнями Джона и Райса был выпущен в цифровом формате 11 июля 2019 года на лейбле Walt Disney Records; дата выхода на физических носителях — 19 июля.
Бейонсе также занималась курированием и продюсированием специального альбома «The Lion King: The Gift», включающий сингл «Spirit». Все песни альбома вдохновлены событиями и музыкальными темами самого фильма. Выход альбома состоялся 19 июля 2019 года.

## Прокат
Фильм вышел на экраны 18 июля 2019 года.

### Кассовые сборы
«Король Лев» заработал $543 638 043 в США и Канаде и $1 113 305 351 в других странах; мировые сборы составляют $1 656 943 394. Мировой дебют фильма составил $446,1 млн, что является 9-м результатом в истории и вторым крупнейшим первым уик-эндом для фильма. 30 июля 2019 года картина стала 42-й лентой, преодолевшей отметку сборов в $1 млрд, сделав это за 21 день.
«Король Лев» — самый кассовый мультфильм всех времён, самый кассовый мюзикл в истории, крупнейший по сборам ремейк, самый кассовый фильм производства Walt Disney Pictures, крупнейший по сборам проект в карьере Джона Фавро, второй самый кассовый фильм в 2019 году и седьмой — в истории.

#### США и Канада
«Король Лев» за первые 24 часа предзаказа (начавшегося 24 июня 2019 года, в день 25-летнего юбилея выхода в прокат оригинального мультфильма) стал вторым фильмом 2019 года по этому показателю на сервисе Fandango (после «Мстителей: Финал»), а сервис Atom Tickets указал на крупнейший предзаказ «Короля Льва» как семейного фильма за первый день. За три недели до релиза сборы фильма за первый домашний уикенд ожидались на уровне $150–170 млн. За неделю до старта в прокате домашние сборы за первые выходные прогнозировались в $180 млн в 4725 кинотеатрах, что делает фильм крупнейшим релизом всех времён по числу кинотеатров.
В первый день домашнего проката фильм заработал $77,9 млн (включая $23 млн с ночных предпоказов в четверг). Общие домашние сборы фильма к концу уик-энда составили $191,8 млн — крупнейший дебют для ремейков мультфильмов Disney (побит результат «Красавицы и чудовища» — 174,8 млн), крупнейший старт в июле (побит результат 2-й части «Даров смерти» — $169,2 млн), крупнейший дебют для режиссёра Джона Фавро (побит результат «Железного человека 2» — $128,1 млн). Немного сильнее, чем ожидалось, упали сборы фильма во второй уик-энд (60 %), но это не помешало картине вновь возглавить «кассу» уик-энда с результатом в $76,6 млн. Только в свой третий уик-энд «Король Лев» был смещён с вершины новинкой — «Форсаж: Хоббс и Шоу». Но заработанных $38,5 млн оказалось достаточно, для преодоления отметки сборов в $400 млн.

#### Другие страны
Фильм вышел в прокат в Китае 12 июля 2019 года, в Бенине, Франции и Индонезии — 17 июля 2019 года, в Аргентине, России и Сингапуре — 18 июля 2019 года, в Индии, Испании и США — 19 июля 2019 года.
За первые десять дней мирового проката сборы фильма ожидались на уровне $450 млн, включая $160–170 млн за первый общемировой уикенд. В Китае (где премьера состоялась на неделю раньше мировой) прогнозы на первый уик-энд составляли $50–60 млн; в итоге сборы остановились на $54,2 млн, что превзошло результаты «Книги джунглей» и «Красавицы и Чудовища». За первые 8 дней фильм заработал $751 млн, в том числе и $351,8 млн от международного проката. Эти цифры включают $269,4 млн дебютного уик-энда; самыми крупными рынками для фильма стали Великобритания, Ирландия и Мальта ($20,8 млн), Франция ($19,6 млн), Мексика ($18,7 млн), Бразилия ($17,9 млн), Республика Корея ($17,7 млн), Австралия ($17,1 млн) и Россия ($16,7 млн — второй крупнейший дебют в истории).

## Награды и номинации
| Награда                                             | Дата церемонии  | Категория                                                     | Получатель(и)                                                                   | Результат | Пр.    |
| --------------------------------------------------- | --------------- | ------------------------------------------------------------- | ------------------------------------------------------------------------------- | --------- | ------ |
| BreakTudo                                           | 29 октября 2019 | Лучшая песня саундтрека                                       | Илья Салманзаде, Labrinth и Бейонсе (за «Spirit»)                               | Победа    | [ 59 ] |
| People's Choice Awards                              | 10 ноября 2019  | Фильм 2019 года                                               | Король Лев                                                                      | Номинация | [ 60 ] |
| People's Choice Awards                              | 10 ноября 2019  | Семейный фильм 2019 года                                      | Король Лев                                                                      | Номинация | [ 60 ] |
| People's Choice Awards                              | 10 ноября 2019  | Звезда анимационного фильма 2019 года                         | Бейонсе                                                                         | Победа    | [ 60 ] |
| Hollywood Music in Media Awards                     | 20 ноября 2019  | Лучшая оригинальная песня – Художественный фильм              | Илья Салманзаде, Labrinth и Бейонсе (за «Spirit»)                               | Номинация | [ 61 ] |
| Hollywood Post Alliance                             | 21 ноября 2019  | Лучшие визуальные эффекты – Художественный фильм              | Король Лев                                                                      | Победа    | [ 62 ] |
| Мировые рекорды Гиннесса                            | 2020            | Самый кассовый ремейк в мировом прокате                       | Король Лев                                                                      | Победа    | [ 63 ] |
| Спутник                                             | 19 декабря 2019 | Лучший анимационный фильм                                     | Джон Фавро                                                                      | Победа    | [ 64 ] |
| Спутник                                             | 19 декабря 2019 | Лучшая оригинальная песня                                     | Илья Салманзаде, Labrinth и Бейонсе (за «Spirit»)                               | Номинация | [ 64 ] |
| Спутник                                             | 19 декабря 2019 | Лучшие визуальные эффекты                                     | Эндрю Р. Джонс, Роберт Легато, Эллиотт Ньюман и Адам Валдез                     | Номинация | [ 64 ] |
| Capri Hollywood International Film Festival         | 2 января 2020   | Лучшая оригинальная песня                                     | Илья Салманзаде, Labrinth и Бейонсе (за «Spirit»)                               | Победа    | [ 65 ] |
| Capri Hollywood International Film Festival         | 2 января 2020   | Лучший звуковой монтаж                                        | Король Лев                                                                      | Победа    | [ 65 ] |
| Capri Hollywood International Film Festival         | 2 января 2020   | Лучшее смешивание звука                                       | Король Лев                                                                      | Победа    | [ 65 ] |
| Золотой глобус                                      | 5 января 2020   | Лучший анимационный фильм                                     | Король Лев                                                                      | Номинация | [ 66 ] |
| Золотой глобус                                      | 5 января 2020   | Лучшая оригинальная песня                                     | Илья Салманзаде, Labrinth и Бейонсе (за «Spirit»)                               | Номинация | [ 66 ] |
| Alliance of Women Film Journalists Awards           | 10 января 2020  | Time Waster Remake or Sequel Award                            | Король Лев                                                                      | Номинация | [ 67 ] |
| Выбор критиков                                      | 12 января 2020  | Лучший анимационный фильм                                     | Король Лев                                                                      | Номинация | [ 68 ] |
| Выбор критиков                                      | 12 января 2020  | Лучшая песня                                                  | Илья Салманзаде, Labrinth и Бейонсе (за «Spirit»)                               | Номинация | [ 68 ] |
| Золотой орёл                                        | 24 января 2020  | Лучший зарубежный фильм                                       | Король Лев                                                                      | Победа    | [ 69 ] |
| Грэмми                                              | 26 января 2020  | Лучшее сольное поп-исполнение                                 | Бейонсе (за «Spirit»)                                                           | Номинация | [ 70 ] |
| Грэмми                                              | 26 января 2020  | Лучший компиляционный саундтрек для визуальных медиа          | Король Лев                                                                      | Номинация | [ 70 ] |
| Грэмми                                              | 26 января 2020  | Лучший саундтрек для визуальных медиа                         | Ханс Циммер                                                                     | Номинация | [ 70 ] |
| Грэмми                                              | 26 января 2020  | Лучшая песня, написанная для визуальных медиа                 | Илья Салманзаде, Labrinth и Бейонсе (за «Spirit»)                               | Номинация | [ 70 ] |
| Премия Общества специалистов по визуальным эффектам | 29 января 2020  | Лучшие визуальные эффекты в фотореалистичном объекте          | Роберт Легато, Том Пейтцман, Адам Валдез, Эндрю Р. Джонс                        | Победа    | [ 71 ] |
| Премия Общества специалистов по визуальным эффектам | 29 января 2020  | Лучший анимационный персонаж в фотореалистичном объекте       | Габриэль Арнольд, Джеймс Худ, Джулия Фридл, Дэниел Фортерингем (за «Шрама»)     | Номинация | [ 71 ] |
| Премия Общества специалистов по визуальным эффектам | 29 января 2020  | Лучшая созданная среда в фотореалистичном объекте             | Марко Роланди, Лука Бонатти, Жюль Боденштейн, Филиппо Прето (за «Земли Прайда») | Победа    | [ 71 ] |
| Премия Общества специалистов по визуальным эффектам | 29 января 2020  | Лучшая виртуальная операторская работа в компьютерном проекте | Роберт Легато, Калеб Дешанель, Бен Гроссман, Эй Джей Скиутто                    | Победа    | [ 71 ] |
| Премия Общества специалистов по визуальным эффектам | 29 января 2020  | Лучшее моделирование эффектов в фотореалистичном объекте      | Дэвид Шнайдер, Саманта Хискок, Энди Фери, Костас Стревлос                       | Номинация | [ 71 ] |
| Американское общество специалистов по кастингу      | 30 января 2020  | Анимация                                                      | Сара Хэлли Финн и Джейсон Б. Стейми (партнёр) (ничья с Историей игрушек 4)      | Победа    | [ 72 ] |
| Премия Гильдии художников-постановщиков США         | 1 февраля 2020  | Анимационный фильм                                            | Джеймс Чинланд                                                                  | Номинация | [ 73 ] |
| BAFTA                                               | 2 февраля 2020  | Лучшие визуальные эффекты                                     | Эндрю Р. Джонс, Роберт Легато, Эллиотт Ньюман и Адам Валдез                     | Номинация | [ 74 ] |
| Black Reel                                          | 7 февраля 2020  | Лучшая оригинальная песня                                     | Илья Салманзаде, Labrinth и Бейонсе (за «Spirit»)                               | Номинация | [ 75 ] |
| Black Reel                                          | 7 февраля 2020  | Лучшее голосовое исполнение                                   | Чиветел Эджиофор                                                                | Победа    | [ 75 ] |
| Black Reel                                          | 7 февраля 2020  | Лучшее голосовое исполнение                                   | Дональд Гловер                                                                  | Номинация | [ 75 ] |
| Black Reel                                          | 7 февраля 2020  | Лучшее голосовое исполнение                                   | Джеймс Эрл Джонс                                                                | Номинация | [ 75 ] |
| Black Reel                                          | 7 февраля 2020  | Лучший производственный дизайн                                | Джеймс Чинланд                                                                  | Номинация | [ 75 ] |
| Guild of Music Supervisors Awards                   | 7 февраля 2020  | Лучшая песня, написанная и/или записанная для фильма          | Илья Салманзаде, Labrinth и Бейонсе (за «Spirit»)                               | Номинация | [ 76 ] |
| Оскар                                               | 9 февраля 2020  | Лучшие визуальные эффекты                                     | Роберт Легато, Адам Валдез, Эндрю Р. Джонс и Эллиотт Ньюман                     | Номинация | [ 77 ] |
| NAACP Image                                         | 22 февраля 2020 | Лучшее исполнение озвучивания персонажа                       | Дональд Гловер                                                                  | Номинация | [ 78 ] |
| NAACP Image                                         | 22 февраля 2020 | Лучшее исполнение озвучивания персонажа                       | Джеймс Эрл Джонс                                                                | Победа    | [ 78 ] |
| NAACP Image                                         | 22 февраля 2020 | Лучшее исполнение озвучивания персонажа                       | Элфри Вудард                                                                    | Номинация | [ 78 ] |
| NAACP Image                                         | 22 февраля 2020 | Лучшая песня - Традиционная                                   | Илья Салманзаде, Labrinth и Бейонсе (за «Spirit»)                               | Победа    | [ 78 ] |
| Nickelodeon Kids' Choice Awards                     | 2 мая 2020      | Любимый анимационный фильм                                    | Король Лев                                                                      | Номинация | [ 79 ] |
| Nickelodeon Kids' Choice Awards                     | 2 мая 2020      | Любимый женский голос из анимационного фильма                 | Бейонсе                                                                         | Победа    | [ 79 ] |
| Сатурн                                              | 2021            | Лучший фэнтези фильм                                          | Лучший фэнтези фильм                                                            | Номинация | [ 80 ] |

## Приквел
29 сентября 2020 года «Deadline Hollywood» объявил, что в разработке находится следующий фильм, режиссером которого является Барри Дженкинс. «The Hollywood Reporter» объявил, что фильм будет приквелом и будет рассказывать историю Муфасы, в то время как «Deadline» объявил, что фильм будет продолжением и будет рассказывать как историю Муфасы, так и о событиях после первого фильма, подобно фильму «Крёстный отец 2». Джефф Натансон, сценарист ремейка, как сообщается, закончил первоначальный план сценария. В августе 2021 года было объявлено, что Аарон Пьер и Кельвин Харрисон-младший получили роли молодых Муфасы и Шрама соответственно. Фильм не будет ремейком мультфильма «Король Лев 2: Гордость Симбы», сиквела оригинального мультфильма. В сентябре 2022 года на D23 Expo было объявлено, что фильм будет называться «Муфаса: Король Лев» и расскажет предысторию главного героя. Роген, Айкнер и Кани повторят свои роли Пумбы, Тимона и Рафики соответственно. Премьера фильма состоялась 20 декабря 2024 года.